# Horizontal (альбом)
«Horizontal» — четвертий альбом британсько-австралійського рок-гурту «Bee Gees». Випущений у 1968 році.

## Список композицій
1. «World» — 3:13
2. «And the Sun Will Shine» — 3:36
3. «Lemons Never Forget» — 3:04
4. «Really and Sincerely» — 3:29
5. «Birdie Told Me» — 2:24
6. «With the Sun in My Eyes» — 2:40
7. «Massachusetts» — 2:25
8. «Harry Braff» — 3:19
9. «Daytime Girl» — 2:34
10. «The Earnest of Being George» — 2:45
11. «The Change is Made» — 3:37
12. «Horizontal» — 3:34